# Monaster Snagov
Monaster Snagov (rum: Mănăstirea Snagov) – rumuński klasztor prawosławny położony na wyspie w północnej części jeziora Snagov, w pobliżu Snagova.
Monaster na wyspie Snagov został założony prawdopodobnie jeszcze w końcu XIV w. przez hospodara Wołoszczyzny Mirczę Starego. Po raz pierwszy wzmiankowany był w 1408 r. Obecne zabudowania klasztoru, wzniesione na miejscu starszych budowli, pochodzą z 1517 r. Przez wiele dziesięcioleci klasztor był wielokrotnie miejscem schronienia wołoskich hospodarów w czasie walk wewnętrznych o władzę lub z wrogami zewnętrznymi. Przebywali tu m.in. Wład Palownik (zwany także Drakulą) i Mircza Pastuch. 
Przy klasztorze działała słynna drukarnia, założona w 1643 r. przez światłego hospodara Mateusza Basaraba. W l. 1694-1705 Antim Ivireanul drukował w niej książki w języku rumuńskim, staro-cerkiewno-słowiańskim, starogreckim, a nawet arabskim.
Klasztor zyskał pewną sławę, począwszy od 1933 roku, kiedy archeologiczne wykopaliska in situ doprowadziły do odkrycia krypty, którą następnie zidentyfikowano jako grób Drakuli.
Klasztor jest wpisany na listę obiektów zabytkowych pod numerem IF-II-a-A-15312.